# Aulacaspis maesae
Aulacaspis maesae är en insektsart som beskrevs av Sadao Takagi 1970. Aulacaspis maesae ingår i släktet Aulacaspis och familjen pansarsköldlöss.
Artens utbredningsområde är Taiwan. Inga underarter finns listade i Catalogue of Life.